# Зоркий (жіночий футбольний клуб)
«Зоркий» (рос. Женский Футбольный клуб «Зоркий») — жіночий російський футбольний клуб з міста Красногорськ Московської області. 

## Історія
Перша жіноча команда в Красногорську була створена на базі дитячо-юнацької школи ФК «Зоркий» у 2006 році. Пізніше тренерський штаб на чолі з Денисом Лопатіним та Андрієм Кондрахіним сформував три вікові групи: футболістки — 2000-2001 років народження, 1995-1997 років народження. та 1990-1994 років народження. З того часу в структурі Красногорський ДЮШС функціонує відділення жіночого футболу.
У сезоні 2008 року «Зоркий» дебютував у першості Московської області, яке в структурі російського жіночого футболу прирівнювалося до зональному змагання другої ліги першості Росії. Чемпіонат красногорчанки завершили на п'ятому місці.
У 2009 році «Зоркий» виграв Першість Московської області та фінальний етап серед жіночих клубів Росії другого дивізіону зайнявши перші місця, отримавши путівку в першу лігу.
У 2010 році в Першості Росії серед жіночих команд першого дивізіону в зоні «Захід» «Зоркий» з 35 очками завершив на другому місці, відставши від команди «Чертаново» на одне очко. В Омську, в завершальному матчі фінального етапу «Зоркий» виграв у «Чертаново» з рахунком 1:0. Вирішальний та єдиний м'яч у поєдинку забила Тетяна Єфімова.
У 2011 році в Красногорському футболі утворилася самостійна структура — «Жіночий Футбольний Клуб „Зоркий“» та вперше за всю історію Красногорського футболу міська команда брала участь у вищій лізі чемпіонату країни.
У 2015 клуб припинив своє існування, залишилася тільки футбольна школа Зоркого.

## Досягнення
- Чемпіонат Росії
  -  Чемпіон (1): 2012/13
  -  Срібний призер (2): 2011/12, 2014
  -  Бронзовий призер (1): 2013, 2015

- Кубок Росії
  -  Фіналіст (1): 2011/12

- Кубок УЄФА
  - 1/8 фіналу (2): 2012/13, 2013/14

## Статистика виступів

### У єврокубках
| Сезон   | Змагання       | Раунд       | Суперник        | Результат | Результат | Результат |
| Сезон   | Змагання       | Раунд       | Суперник        | вдома     | на виїзді | загалом   |
| ------- | -------------- | ----------- | --------------- | --------- | --------- | --------- |
| 2012-13 | Ліга чемпіонів | 1/16 фіналу | Ст'ярнан        | 0-0       | 3-1       | 3-1       |
| 2012-13 | Ліга чемпіонів | 1/8 фіналу  | Олімпік Ліон    | 0-9       | 0-2       | 0-11      |
| 2013-14 | Ліга чемпіонів | 1/16 фіналу | Тор/КА          | 2-1       | 4-1       | 6-2       |
| 2013-14 | Ліга чемпіонів | 1/8 фіналу  | Бірмінгем Сіті  | 0-2       | 2-5       | 2-7       |
| 2015-16 | Ліга чемпіонів | 1/16 фіналу | Атлетіко Мадрид | 2-0       | 0-3       | 2-3       |

## Спонсори
| Спонсор                              |
| ------------------------------------ |
| Климати.рф                           |
| ФК «Зоркий»                          |
| Umbro                                |
| Адміністрація Красногорського району |
| Бізнес-портал Московської області    |
| «SportRulit. Спортивное питание»     |
| Рекламне агентство «Екран»           |